# 加拿大職業足球員協會
加拿大職業足球員協會（英語：Professional Footballers Association Canada；簡稱）是加拿大職業足球運動員的工会。

## 歷史
加拿大職業足球員協會在2020年作為加拿大超級足球聯賽（加超聯）球員的工會成立，第一任主席為太平洋FC時任隊長馬塞爾·德容，執行總監為丹·克魯克，法律顧問為保爾·尚。2021年，加拿大職業足球員協會國際職業足球員協會邀請，成為其預備會員組織。2022年12月，加超聯宣佈承認加拿大職業足球員協會為加超聯球員的唯一集體談判代表。不久之後，加超聯球員也通過投票授權加拿大職業足球員協會為集體談判代表。